# Hoyershausen
Hoyershausen là một thị xã ở huyện Hildesheim trong bang Niedersachsen, Đức. Đô thị Hoyershausen có diện tích 15,3 km², dân số thời điểm ngày 31 tháng 12 năm 2006 là 533 người.